# Isola Ajon
L'isola Ajon (in russo: остров Айон), che si chiamava precedentemente Zavadej o Sabadej (Завадей, Сабадей), è un'isola al largo della costa della penisola dei Čukči, nel mare della Siberia orientale, Russia. Amministrativamente l'isola appartiene al Čaunskij rajon a sua volta parte del Circondario autonomo della Čukotka.

## Geografia
L'isola si trova sul lato occidentale della baia Čaunskaja a est del golfo della Kolyma o Kolymskij (Колымский залив, Kolymskij zaliv), ed è separata dalla terraferma dallo stretto Malyj Čaunskij (пролив Малый Чаунский). L'isola Ajon è lunga circa 63 km e larga 38 per una superficie totale di 2.000 km² il che la rende la 208ª isola al mondo per dimensioni. Ajon è un'isola piatta con vegetazione bassa tipica della tundra ed è disseminata di laghi e paludi. Gli abitanti dell'isola sono in maggioranza Ciukci una popolazione autoctona della regione che usa la poca vegetazione disponibile come cibo per le loro renne.

## Etimologia
Ci sono 2 versioni principali riguardo all'origine del nome dell'isola Rajon: la prima vuole che il nome derivi dalla parola in lingua ciukcia "ayo" che significa "cervello" che dovrebbe ricordare la forma dell'isola (appunto quella di un cervello). La seconda ipotesi dice che Ajon derivi dalla parola che significa "prendere vita" e derivi dal fatto che sebbene l'isola nei mesi invernali sia coperta da neve e ghiaccio, d'estate "riprende vita" coprendosi di erba per le renne (oltre che di moscerini e tafani).

## Isole adiacenti
Alcune piccole isole sono vicine alla sua costa:
- Mosej (остров Мосей), a sud-ovest, nello stretto Malyj Čaunskij (69°38′52″N 168°14′03″E). L'isola ha un piccolo lago e un'altezza massima di 13 m[1].

Vicino alla costa settentrionale da ovest a est:
- Ryjanranot (остров Рыянранот), 69°59′59″N 168°35′23″E.
- Odinokij (остров Одинокий)
- Isole Bugristye (острова Бугристые)
- Čenkul' (остров Ченкуль), 69°55′44″N 168°13′47″E, con un'altezza di 23 m[1].